# Tangkuban Perahu
Tangkuban Perahu (vertaald: omgekeerde prauw) is een actieve vulkaan bij de stad Lembang gelegen op 30 km ten noorden van de stad Bandung, de hoofdstad van de Indonesische provincie West-Java. Het is een belangrijke toeristische trekpleister, men kan er al wandelend of met een wagentje tot aan de kraterrand komen. Ook zijn er heetwaterbronnen. De vulkaan is 2084 meter hoog en is voor het laatst op 26 juli 2019 uitgebarsten. Daarvoor barstte deze in 1983 voor het laatst uit.